# ViaMichelin
ViaMichelin es una empresa filial al 100% del Grupo Michelin que diseña, desarrolla y comercializa productos y servicios digitales de ayuda en situaciones de desplazamiento y movilidad destinados a los usuarios de la carretera en Europa. Basándose en el saber hacer centenario de Michelin en el campo de los viajes, esta actividad, iniciada en 2001, se dirige tanto al gran público como a las empresas. 
Propone una oferta completa de servicios (cartografía, itinerarios, hoteles, restaurantes, información del tráfico, turismo, etc.) accesible desde una gran variedad de soportes: Internet , teléfonos móviles, asistentes personales digitales (PDA), sistemas de navegación, etc.